# میشل لافرانسکینا
میشل لافرانسکینا (انگلیسی: Michel Lafranceschina؛ زادهٔ ۲۸ فوریهٔ ۱۹۳۹) بازیکن فوتبال اهل فرانسه است.
از باشگاه‌هایی که در آن بازی کرده‌است می‌توان به باشگاه فوتبال لیل، باشگاه فوتبال سوشو، و باشگاه فوتبال لانس اشاره کرد.